# ددپول (بازی ویدئویی)
«ددپول» (انگلیسی: Deadpool) یک بازی ویدئویی در سبک بازی اکشن است که توسط اکتیویژن و در سال ۲۰۱۶ و در پلت‌فرم‌های ایکس‌باکس ۳۶۰، پلی‌استیشن ۳، مایکروسافت ویندوز، و پلی‌استیشن ۴ منتشر شده‌است.